# Kyrie

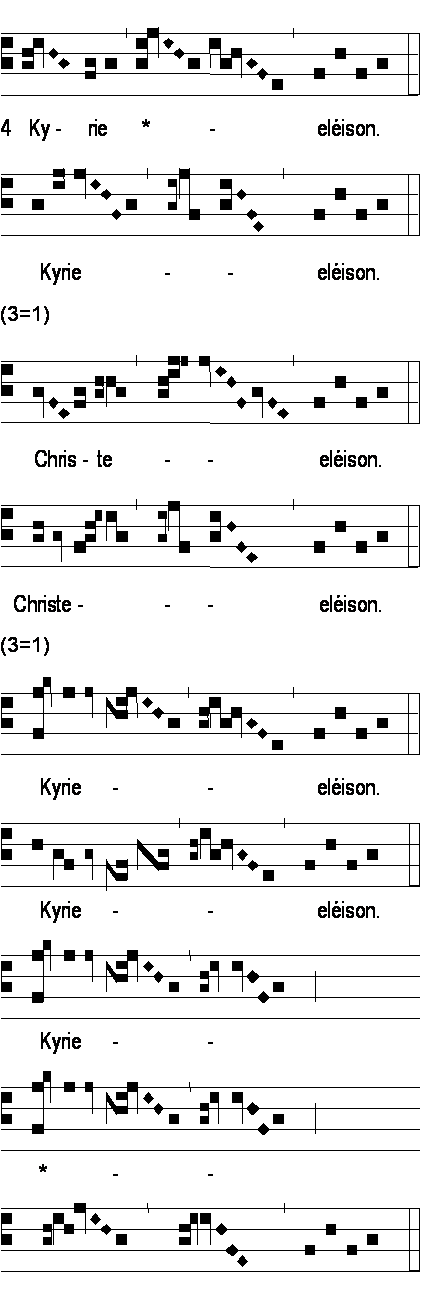
Kyrie eleison gregorián kottája

A Kyrie vagy Kýrie (Domine, miserere, „Uram, irgalmazz!”) a keresztény liturgia egyik fontos imája. A pap és ministráns által a misében a lecke előtt felváltva mondott görög könyörgő röpima.

## Etimológia
A kifejezés a görög κύριε (kirie), végső soron a κύριος (kiriosz) szóból származik, amely a Biblia görög fordításában, a Septuagintában Isten megszólítása, illetve neve.

## Története
Első emlékei a 4. századból valók (az első századokban a liturgia nyelve Rómában is a görög volt). Az 529-ben tartott II. vaisoni zsinat rendelete alapján mondják a misében és a zsolozsmában több helyen a Kyriét.
Nagy Szent Gergely pápa a szentmise elején imádkozott litániát rövidebbre vette, s bevezette a Christe eleison formulát. A 8. századtól rögzült a Kyrie eleison–Christe eleison–Kyrie eleison forma, amelyben minden tétel háromszor ismétlődik.

## Magyar szöveg
Uram, irgalmazz, Uram, irgalmazz, Uram, irgalmazz!

Krisztus, kegyelmezz, Krisztus, kegyelmezz, Krisztus, kegyelmezz.

Uram, irgalmazz, Uram, irgalmazz, Uram, irgalmazz!

## Görög szöveg
Kyrie eleison (Κύριε ἐλέησον).
Christe eleison (Χριστὲ ἐλέησον).
Kyrie eleison (Κύριε ἐλέησον).